# 中山堂 (台中市)

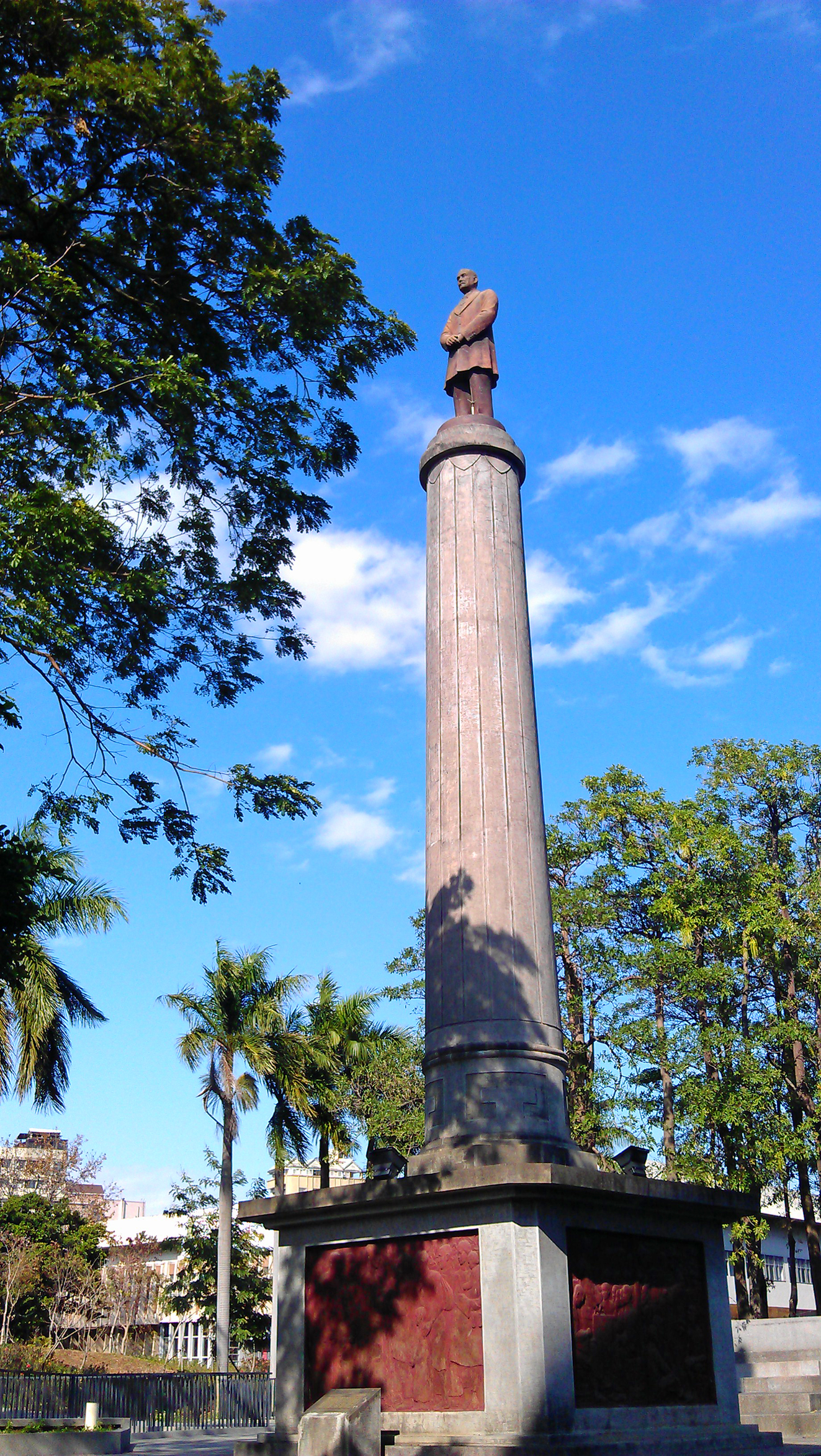
中山堂的象徵，孫中山銅像

中山堂，位於臺灣臺中市北區，佔地面積33,564.94平方公尺，建坪16,607.5平方公尺，包括地下二層及地上三層之建築體，觀眾席分為樓上、樓下總席位計有1,557席（含無障礙觀眾席12席、陪同席12席)，為臺灣中部功能最完善之室內劇場。鄰近中正公園、北區國民運動中心、中國醫藥大學、台中中友百貨與一中商圈。

## 歷史
- 1989年4月1日，臺中市立文化中心建於北區學士路的第二代中山堂落成啟用。
- 2007年，於園區學士路及五義街附近空間，以BOT形式設立中山堂藝文咖啡廣場。
- 2010年12月臺中縣市合併後，中山堂管理單位改由臺中市政府文化局表演藝術科管理營運。
- 2013年1月1日，文化局組織調整後，中山堂改由臺中市大墩文化中心管理。
- 2015年8月，首度閉館修繕。[1]
- 2019年10月14日，再次閉館進行大規模整修工程，包括館內老舊線路更換、消防設備更新、舞台懸吊系統36桿手動桿全面更新為電腦桿、無障礙觀眾席自5席提升至12席、增加無障礙電梯及斜坡道、將館內蹲式廁所更換為座式廁所、打造性別友善廁所[2]、舞台前端樂池上方增設反響板及全面整修後台化妝間環境設備等工程，將於2020年6月28日重新開館。[3]

## 特色
建築體呈現四分之一圓的幾何圖形，建築立面原有一幅台灣師範大學美術系教授謝孝德創作的「安和樂利」大型壁畫，但壁畫消失於2008年的修復工程裡。依劇場功能作空間設計，包括舞台、燈光系統、音響系統、懸吊系統等設備，是台灣第一家裝設使用線性陣列喇叭以及裝設使用背照幕的公營劇場，改善傳統喇叭在劇場內含糊不清之聲音，為臺灣中部設備最完善的演出場地。劇場的後台之大也是台灣第一，許多國內、外演出團體喜歡至中山堂演出，在於寬廣側、後台可供藝術創作、換景快速、道具製作方便等。華人電影圈重要盛會金馬獎在此舉辦過兩屆。

## 交通
台中市公車
- 台中客運、全航客運、豐原客運：11
- 統聯客運、中台灣客運：25、61、159
- 台中客運：35
- 豐原客運：280、286、288
- 中鹿客運：32、67、525
- 總達客運：246延
- 國光客運：289

## 資料來源
1. ↑  台中中山堂即日起閉館修繕 提供更完善優質藝文空間 （页面存档备份，存于） 2015-08-05,臺中市政府全球資訊網-市政新聞
2. ↑  近10年最大修繕計畫 中山堂10月起閉館整修 （页面存档备份，存于） 2019-08-05,臺中市政府全球資訊網-市政新聞
3. ↑  中市中山堂修繕進度超前 今年6月重新開館 （页面存档备份，存于） 2020-04-29,臺中市政府全球資訊網-市政新聞
4. ↑  .   [2020-04-29]. （原始内容存档于2020-08-06）.
5. ↑  .   [2020-04-29]. （原始内容存档于2020-02-26）.

## 外部連結
- 官方网站（页面存档备份，存于）